# Packard Mayfair
Packard Mayfair – samochód osobowy marki Packard produkowany w latach 1952–1953 w ramach 25. i 26. serii aut tej marki. Nazwa Mayfair wprowadzona została w 1951 roku dla dodatkowego oznaczenia modelu 250.
Występował tylko w wersji Hardtop-Coupé na bazie serii 200 - 250. Były to modele o numeracji 2531–2577 (rocznik 1952) oraz 2631–2677 (rocznik 1953).